# Road Trippin'
Road Trippin' is een lied van de Red Hot Chili Peppers. Het is het laatste nummer van het album Californication uit 1999. Dit nummer werd uitgebracht samen met een videoclip, maar niet in de Verenigde Staten. Daar werd Parallel Universe uitgebracht, waar overigens niet een videoclip voor werd gemaakt.

## Lied en video
In dit lied zingt Anthony Kiedis over een reis die hij maakte met bassist Flea en gitarist John Frusciante, die net weer terug was bij de band. Ze surften in Big Sur, dit is ook in de video te zien. De clip is geregisseerd door Jonathan Dayton en Valerie Faris. Road Trippin' is een van de weinige nummers van de Red Hot Chili Peppers waar geen drum in voorkomt. Mede daarom komt Chad Smith ook niet duidelijk voor in de videoclip.

## Tracklist
De single werd in drie verschillende versies uitgebracht.

### cd-maxi 1 (2000)
1. Road Trippin' – 3:26
2. Californication (live) – 6:03
3. Blood Sugar Sex Magik (live) – 4:21
4. Under the Bridge (live) – 4:27

- De drie live-nummers werden opgenomen op 16 augustus 2000 in Toronto, Canada.

### cd-maxi 2 (2000)
1. Road Trippin' – 3:26
2. Under the Bridge (live) – 4:27
3. If You Have to Ask (live) – 5:20

- Under the Bridge (live) is opgenomen op 16 augustus 2000 in Toronto, Canada.
- If You Have to Ask (live) is opgenomen op 15 augustus 2000 in Buffalo (New York), Verenigde Staten

### cd-single 1 (2000)
1. Road Trippin' – 3:26
2. Californication (live) – 6:03

- Californication (live) is opgenomen op 16 augustus 2000 in Toronto, Canada.

## NPO Radio 2 Top 2000
| Nummer met noteringen in de NPO Radio 2 Top 2000 | '16 | '17  | '18 | '19 | '20 | '21 | '22 | '23 | '24 |
| ------------------------------------------------ | --- | ---- | --- | --- | --- | --- | --- | --- | --- |
| Road Trippin'                                    | 964 | 1016 | 979 | 904 | 811 | 880 | 843 | 992 | 896 |

1. ↑  Een vetgedrukt getal geeft de hoogste notering aan.
2. ↑  2016 was het eerste jaar met een notering voor dit nummer.